# Enrique Pinder
Enrique Pinder (Ciudad de Panamá, 7 de agosto de 1947 - Ciudad de Panamá, 15 de junio del 2024) fue un boxeador profesional panameño. Ocupó los títulos indiscutibles del peso gallo de la AMB, el CMB y The Ring. Apodado La Maravilla.

## Carrera Profesional
El 20 de agosto de 1966, Pinder inició con éxito su carrera profesional al vencer a su compatriota Luis Jacobo en el primer asalto por nocaut en el Estadio Juan Demóstenes Arosemena. Tuvo su primera derrota el 17 de noviembre de 1968 cuando fue derrotado por su compatriota Eugenio Hurtado por nocaut el tercer asalto por el título Peso gallo de la Comisión de Boxeo Profesional Panamá. El 29 de julio de 1972, boxeó contra Rafael Herrera por los campeonatos de peso gallo Lineal, CMB y AMB y ganó por decisión unánime de los jueces en quince asaltos en el Gimnasio Nuevo Panamá. Perdió sus títulos mundiales en su primera defensa en enero del año siguiente ante El Lacandon Romeo Anaya de México por nocaut. Después de sufrir derrotas consecutivas en el mismo año, Pinder terminó su carrera con un récord de 35 victorias con 13 nocauts, 7 derrotas y 2 empates. Su última pelea fue el 22 de noviembre de 1973 cuando fue derrotado por el puertorriqueño Francisco Villegas por decisión unánime en diez asaltos en San Juan Puerto Rico.

## Fallecimiento
El 15 de junio de 2024 Enrique Pinder falleció a los 77 años de edad.

## Récord Profesional
| 35 Ganadas (13 knockouts), 7 Derrotas(6 knockouts), 2 Empates |        |                    |      |              |            |                                                             |                                                                |
| Res.                                                          | Récord | Oponente           | Tipo | Round Tiempo | Fecha      | Lugar                                                       | Notas                                                          |
| P                                                             | 35-7-2 | Francisco Villegas | UD   | 10 (10)      | 1973-11-22 | San Juan, Puerto Rico                                       |                                                                |
| P                                                             | 35-6-2 | Romeo Anaya        | KO   | 3 (15)       | 1973-08-18 | The Forum, Inglewood, Estados Unidos                        | Por el título mundial Gallo AMB                                |
| P                                                             | 35-5-2 | Romeo Anaya        | KO   | 3 (15)       | 1973-01-20 | Gimnasio Nuevo Panamá, Juan Díaz, Panamá                    | Pierde el título mundial Gallo AMB                             |
| G                                                             | 35-4-2 | Chucho Castillo    | UD   | 10 (10)      | 1972-11-14 | The Forum, Inglewood, Estados Unidos                        |                                                                |
| G                                                             | 34-4-2 | Rafael Herrera     | UD   | 15 (15)      | 1972-07-29 | Gimnasio Nuevo Panamá, Juan Díaz, Panamá                    | Gana el título mundial Gallo AMB y el título mundial Gallo CMB |
| G                                                             | 33-4-2 | Memo Espinosa      | UD   | 10 (10)      | 1972-04-22 | Gimnasio Nuevo Panamá, Juan Díaz, Panamá                    |                                                                |
| G                                                             | 32-4-2 | Heleno Ferreira    | UD   | 10 (10)      | 1972-03-10 | Gimnasio Nuevo Panamá, Juan Díaz, Panamá                    |                                                                |
| G                                                             | 31-4-2 | Senén Ríos         | UD   | 12 (12)      | 1972-01-29 | Gimnasio Nuevo Panamá, Juan Díaz, Panamá                    | Defiende el título Gallo CBPP                                  |
| G                                                             | 30-4-2 | Justo Valdés       | UD   | 10 (10)      | 1971-12-18 | Gimnasio Nuevo Panamá, Juan Díaz, Panamá                    |                                                                |
| G                                                             | 29-4-2 | Davey Vásquez      | UD   | 12 (12)      | 1971-11-17 | Madison Square Garden, New York, Estados Unidos             | Defiende el título Gallo NABF                                  |
| G                                                             | 28-4-2 | Davey Vásquez      | UD   | 12 (12)      | 1971-10-01 | Felt Fórum, New York, Estados Unidos                        | Gana el título Gallo NABF                                      |
| G                                                             | 27-4-2 | Carlos Mendoza     | TKO  | 10 (12)      | 1971-08-07 | Gimnasio Neco de la Guardia, Ciudad de Panamá, Panamá       | Defiende el título Gallo CBPP                                  |
| G                                                             | 26-4-2 | Ángel Sánchez      | UD   | 10 (10)      | 1971-06-27 | Gimnasio Neco de la Guardia, Ciudad de Panamá, Panamá       |                                                                |
| G                                                             | 25-4-2 | Adolfo Osses       | UD   | 12 (12)      | 1971-04-24 | Gimnasio Nuevo Panamá, Juan Díaz, Panamá                    | Defiende el título Gallo CBPP                                  |
| P                                                             | 24-4-2 | Salvador Lozano    | RTD  | 4 (10)       | 1971-03-04 | Gimnasio Nacional Eddy Cortés, San José, Costa Rica         |                                                                |
| G                                                             | 24-3-2 | Pablo Vega         | UD   | 10 (10)      | 1970-12-05 | Gimnasio Nuevo Panamá, Juan Díaz, Panamá                    |                                                                |
| G                                                             | 23-3-2 | Luis Osses         | KO   | 1 (12)       | 1970-10-31 | Gimnasio Nuevo Panamá, Juan Díaz, Panamá                    | Defiende el título Gallo CBPP                                  |
| G                                                             | 22-3-2 | Néstor Jiménez     | UD   | 10 (10)      | 1970-08-15 | Arena de Colón, Colón, Panamá                               |                                                                |
| G                                                             | 21-3-2 | Hilario Díaz       | UD   | 10 (10)      | 1970-07-19 | Gimnasio Neco de la Guardia, Ciudad de Panamá, Panamá       |                                                                |
| G                                                             | 20-3-2 | Cammy Beto         | UD   | 12 (12)      | 1970-05-31 | Gimnasio Neco de la Guardia, Ciudad de Panamá, Panamá       | Gana el título Gallo CBPP                                      |
| E                                                             | 19-3-2 | Memo Rodríguez     | PTS  | 10 (10)      | 1970-03-20 | Acapulco, México                                            |                                                                |
| G                                                             | 19-3-1 | Víctor Rocha       | KO   | 3 (10)       | 1970-03-07 | Monterrey, México                                           |                                                                |
| G                                                             | 18-3-1 | Antonio Muñoz      | KO   | 2 (10)       | 1970-02-20 | Acapulco, México                                            |                                                                |
| G                                                             | 17-3-1 | Agustín Cedeño     | KO   | 2 (10)       | 1970-01-31 | Arena de Colón, Colón, Panamá                               |                                                                |
| G                                                             | 16-3-1 | Eugenio Hurtado    | TKO  | 8 (10)       | 1969-12-20 | Arena de Colón, Colón, Panamá                               |                                                                |
| G                                                             | 15-3-1 | Fernando Cuevas    | KO   | 10 (10)      | 1969-10-23 | Arena de Colón, Colón, Panamá                               |                                                                |
| G                                                             | 14-3-1 | Carlos Real        | KO   | 1 (10)       | 1969-08-23 | Arena de Colón, Colón, Panamá                               |                                                                |
| P                                                             | 13-3-1 | José Luis Meza     | KO   | 3 (10)       | 1969-06-15 | Gimnasio Neco de la Guardia, Ciudad de Panamá, Panamá       |                                                                |
| P                                                             | 13-2-1 | Orlando Amores     | TKO  | 9 (10)       | 1969-04-20 | Gimnasio Neco de la Guardia, Ciudad de Panamá, Panamá       |                                                                |
| G                                                             | 13-1-1 | Carlos Mendoza     | SD   | 8 (8)        | 1969-02-28 | Arena de Colón, Colón, Panamá                               |                                                                |
| P                                                             | 12-1-1 | Eugenio Hurtado    | KO   | 3 (12)       | 1968-11-17 | Gimnasio Neco de la Guardia, Ciudad de Panamá, Panamá       | Por el título Gallo CBPP                                       |
| G                                                             | 12-0-1 | Carlos Zayas       | UD   | 8 (8)        | 1968-09-06 | National Maritime Unión Hall, New York, Estados Unidos      |                                                                |
| G                                                             | 11-0-1 | Carlos Cruz        | UD   | 10 (10)      | 1968-04-07 | Gimnasio Neco de la Guardia, Ciudad de Panamá, Panamá       |                                                                |
| G                                                             | 10-0-1 | Félix Archer       | UD   | 8 (8)        | 1968-02-18 | Gimnasio Nacional, Ciudad de Panamá, Panamá                 |                                                                |
| G                                                             | 9-0-1  | Arnold Prescott    | KO   | 2 (8)        | 1968-02-10 | Arena de Colón, Colón, Panamá                               |                                                                |
| G                                                             | 8-0-1  | Carlos Real        | UD   | 8 (8)        | 1967-10-28 | Estadio Juan Demóstenes Arosemena, Ciudad de Panamá, Panamá |                                                                |
| E                                                             | 7-0-1  | Arnold Prescott    | PTS  | 6 (6)        | 1967-08-05 | Arena de Colón, Colón, Panamá                               |                                                                |
| G                                                             | 7-0    | Carlos Real        | PTS  | 6 (6)        | 1967-05-21 | Gimnasio Neco de la Guardia, Ciudad de Panamá, Panamá       |                                                                |
| G                                                             | 6-0    | Herbert Locke      | PTS  | 6 (6)        | 1967-03-19 | Gimnasio Neco de la Guardia, Ciudad de Panamá, Panamá       |                                                                |
| G                                                             | 5-0    | Herbert Locke      | PTS  | 6 (6)        | 1967-01-22 | Gimnasio Neco de la Guardia, Ciudad de Panamá, Panamá       |                                                                |
| G                                                             | 4-0    | Jim Thousend       | TKO  | 4 (6)        | 1966-12-17 | Gimnasio Neco de la Guardia, Ciudad de Panamá, Panamá       |                                                                |
| G                                                             | 3-0    | Carlos Meléndez    | KO   | 1 (4)        | 1966-09-25 | Arena de Colón, Colón, Panamá                               |                                                                |
| G                                                             | 2-0    | Euclides Escobar   | KO   | 1 (?)        | 1966-08-27 | Ciudad de Panamá, Panamá                                    |                                                                |
| G                                                             | 1-0    | Luis Jacobo        | KO   | 1 (4)        | 1966-08-20 | Estadio Juan Demóstenes Arosemena, Ciudad de Panamá, Panamá |                                                                |